# Transylvania (Louisiana)
Transylvania ist eine Unincorporated Community des East Carroll Parish im US-amerikanischen Bundesstaat Louisiana. Im Jahr 2000 hatte Transylvania 743 Einwohner. 
Transylvania liegt am Mississippi River, etwa 10 Kilometer südlich von Lake Providence, am U.S. Highway 65.
Transylvania wurde nach der Transylvania University benannt.  Ein Absolvent dieser Universität, Dr. W. L. Richards, kaufte in Nord-Louisiana Ländereien und nannte die Siedlung nach seiner Universität in Lexington, Kentucky.  